# Elias Ashmole

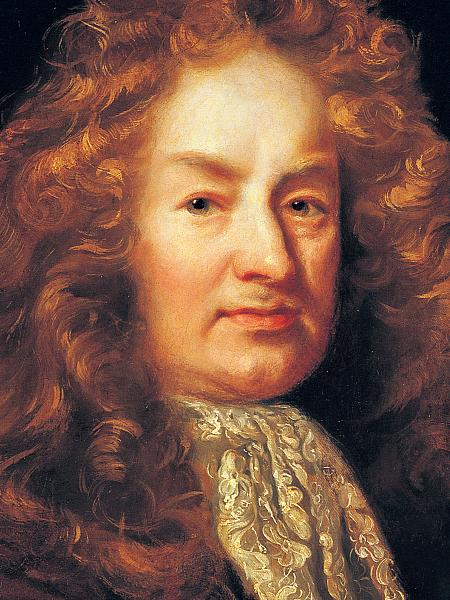
Elias Ashmole, schilderij van John Riley, 17e eeuw

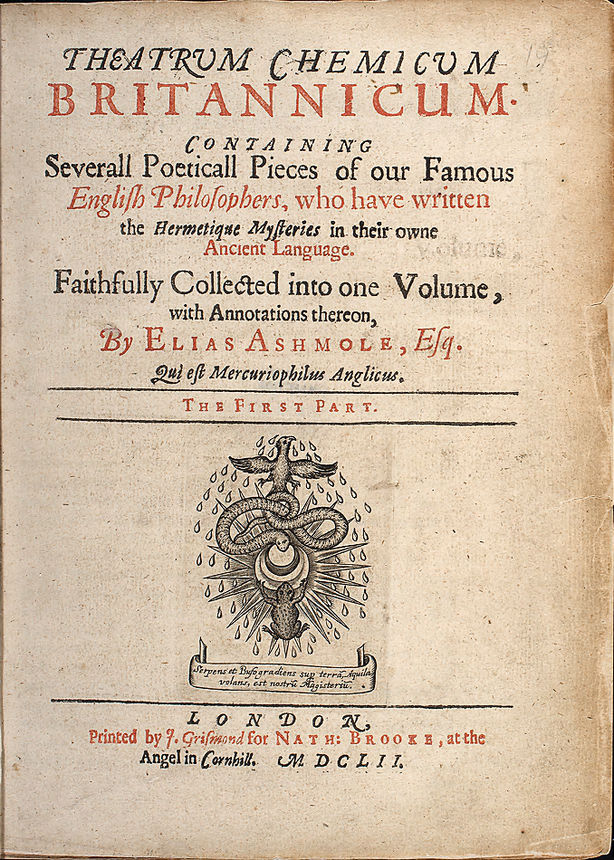
Titelpagina van Theatrum Chemicum Britannicum (1652), een compilatie van alchemistische gedichten in het Engels door Elias Ashmole

Elias Ashmole (23 mei 1617 – 18 mei 1692) was een gevierd Engels oudheidkundige, politicus, legerofficier, astroloog en alchemiestudent. Ashmole steunde de royalistische zijde gedurende de Engelse Burgeroorlog en werd bij de restauratie van het bewind van Karel II beloond met verschillende winstgevende ambten.
Ashmole was een antiquair die bewondering had voor de wijze waarop Francis Bacon de studie van natuurwetenschappen aanpakte. Zijn bibliotheek weerspiegelt zijn intellectuele interesses met werken over Engelse geschiedenis, alchemie, astrologie, astronomie en plantkunde. Hoewel hij een van de stichtende leden was van de Royal Society, die een sleutelrol vervulde bij het stimuleren van wetenschappelijk onderzoek, ging zijn interesse toch evenveel uit naar de oudheid en het mystieke. Hij behoorde tot de eerste vrijmetselaars hoewel zijn engagement op dat gebied niet duidelijk is.
Heel zijn leven bleef hij een verwoed verzamelaar van curiosa en artefacten. Veel van deze voorwerpen had hij verworven via de reiziger, botanicus en verzamelaar John Tradescant de jongere. Ashmole schonk het grootste deel van zijn collectie, zijn antiquarische bibliotheek en kostbare manuscripten aan de Universiteit van Oxford, waar hij studeerde, om het Ashmolean Museum op te richten.